# Municipio de Spring Point
El municipio de Spring Point (en inglés: Spring Point Township) es un municipio ubicado en el condado de Cumberland en el estado estadounidense de Illinois. En el año 2010 tenía una población de 1294 habitantes y una densidad poblacional de 8,93 personas por km².

## Geografía
El municipio de Spring Point se encuentra ubicado en las coordenadas 39°13′19″N 88°23′48″O / 39.22194, -88.39667. Según la Oficina del Censo de los Estados Unidos, el municipio tiene una superficie total de 144.94 km², de la cual 144,94 km² corresponden a tierra firme y (0 %) 0 km² es agua.

## Demografía
Según el censo de 2010, había 1294 personas residiendo en el municipio de Spring Point. La densidad de población era de 8,93 hab./km². De los 1294 habitantes, el municipio de Spring Point estaba compuesto por el 97,22 % blancos, el 0,7 % eran afroamericanos, el 0,15 % eran asiáticos, el 0,62 % eran de otras razas y el 1,31 % eran de una mezcla de razas. Del total de la población el 1,31 % eran hispanos o latinos de cualquier raza.